# Margaret Tyzack
Margaret Maud Tyzack, född 9 september 1931 i West Ham i Newham i London, död 25 juni 2011 i London, var en brittisk skådespelare.
Efter examen från Royal Academy of Dramatic Art började Tyzack 1962 vid Royal Shakespeare Company. Tyzack har bland annat varit med i tv-serierna Jag, Claudius och Forsytesagan, samt i filmen 2001 – Ett rymdäventyr.

## Utmärkelser
- Officer av Brittiska imperieorden,  1970[7]
- Tony Award för bästa kvinnliga birollsinnehavare i en pjäs,  1990
- Kommendör av 2 klass av Brittiska imperieorden,  2010[7]
- Laurence Olivier Award
- Evening Standard Theatre Award för bästa kvinnliga skådespelare

[Redigera Wikidata]